# Condado de Treviño
Condado de Treviño (baskiska: Trebiñu, Trebiñu Konderria, occitanska: Comtat de Trebiñu) är en kommun i Spanien.   Den ligger i provinsen Provincia de Burgos och regionen Kastilien och Leon, i den norra delen av landet, 270 km norr om huvudstaden Madrid. Antalet invånare är 1 465. Arean är 261 kvadratkilometer. Condado de Treviño gränsar till La Puebla de Arganzón, Iruña Oka / Iruña de Oca, Vitoria, Bernedo, Lagrán, Urizaharra / Peñacerrada, Zambrana, Berantevilla, Armiñón, Erribera Beitia / Ribera Baja och Erriberagoitia / Ribera Alta. 
Terrängen i Condado de Treviño är kuperad.